# Gmina Krzywda
Die Gmina Krzywda ist eine Landgemeinde im Powiat Łukowski der Woiwodschaft Lublin in Polen. Ihr Sitz ist das gleichnamige Dorf mit etwa 1700 Einwohnern.

## Gliederung
Zur Landgemeinde (gmina wiejska) Krzywda gehören folgende Ortschaften:
Budki
Cisownik
Drożdżak
Feliksin
Fiukówka
Gołe Łazy
Huta-Dąbrowa
Huta Radoryska
Kasyldów
Kożuchówka
Krzywda
Laski
Nowy Patok
Okrzeja I
Okrzeja II
Orle Gniazdo
Podosie
Radoryż Kościelny
Radoryż Smolany
Rozłąki
Ruda
Stary Patok
Szczałb
Teodorów
Wielgolas
Wola Okrzejska
Zimna Woda

## Persönlichkeiten
- Lewis Namier (1888–1960), englischer Historiker, geboren in Wola Okrzejska.